# Лазиц (Удине)
Лазиц је насеље у Италији у округу Удине, региону Фурланија-Јулијска крајина.
Према процени из 2011. у насељу је живело 54 становника. Насеље се налази на надморској висини од 230 м.